# Chopin & Liszt in Warsaw
Chopin & Liszt in Warsaw – album muzyki klasycznej austriackiego pianisty Ingolfa Wundera z kompozycjami Fryderyka Chopina i Franza Liszta, nagrany z udziałem Orkiestry Symfonicznej Filharmonii Narodowej w Warszawie pod batutą Jacka Kaspszyka. Został wydany 28 sierpnia 2015 przez Universal Music Polska. Płyta otrzymała nominację do nagrody Fryderyk 2016 w kategorii Album Roku - Recital Solowy.

## Lista utworów

### CD 1
- Frédéric Chopin (1810-1849) - Piano Concerto No.2 in F minor op.21

Orkiestracja: Frédéric Chopin, Alfred Cortot w opracowaniu Ingolfa Wundera
- - 1. Maestoso
  - 2. Larghetto
  - 3. Allegro vivace
- Frédéric Chopin (1810-1849) 
  - 4. Bonustrack: Nocturne in E flat minor op.55/2 (live-recording)

### CD 2
- Frédéric Chopin (1810-1849) - Grande Polonaise Brillante précédée d’un Andante spianato op.22
  - 1. Andante spianato in G major
  - 2. Polonaise in E flat major
- Frédéric Chopin (1810-1849) - Allegro de Concert op.46 1st Movement of the never completed Piano Concerto No.3

Orkiestracja: Ingolf Wunder
- - 3. Allegro Maestoso in A major
- Franz Liszt (1811-1886)
  - 4. Hexaméron, Morceau de concert S.392 for Piano and Orchestra

Wstęp (Extrêment lent, Maestoso, Allegro vivace): Franz Liszt
Tema (Allegro marziale): Franz Liszt
Variation 1 (Ben marcato): Sigismund Thalberg (1812-1871)
Variation 2 (Moderato): Franz Liszt
Variation 3 (Di bravura): Johann Peter Pixis (1788-1874)
Ritornello: Franz Liszt
Variation 4 (Legato e grazioso): Henri Herz (1803-1888)
Variation 5 (Vivo e brillante): Carl Czerny (1791-1857)
Fuocoso molto energico, Lento. quasi recitativo: Franz Liszt
Variation 6 (Largo): Frédéric Chopin (1810-1849)
Finale (Molto vivace quasi prestissimo, Allegro animato, Molto animato): Franz Liszt
Orkiestracja: Franz Liszt completed by Leslie Howard and edited by Ingolf Wunder)